# Philippe Leclerc (regista)
Philippe Leclerc (...) è un regista e animatore francese.

## Biografia
Philippe Leclerc studiò animazione alla School of Fine Arts di Reims. Alla fine dei suoi studi, Philippe Leclerc iniziò a lavorare come animatore nei film di Paul Grimault, Le Roi et l'Oiseau e La Table tournante. Successivamente lavorò come aiuto regista di René Laloux nel lungometraggio Gandahar, durante il quale lavorò con il fumettista Caza. Divenne poi direttore artistico della sezione cinema di un'agenzia pubblicitaria e lavora per spot pubblicitari. Leclerc lavorò inoltre con Jean-François Laguionie nello studio La Fabrique e diresse diverse serie animate, tra cui Le avventure del bosco piccolo.
Nel 1992, Philippe Leclerc fondò, con Jean-Paul Gaspari, lo studio Praxinos, che gli permise di realizzare diverse serie animate per la televisione, tra cui L'Île de Noé. Nel 2003, Leclerc diresse I figli della pioggia, la cui sceneggiatura è tratta da un romanzo di Serge Brussolo e la cui grafica è stata disegnata da Caza. Poco dopo, lo studio Praxinos chiuse definitivamente. Nel 2007 ha diretto La regina del Sole, tratto da un romanzo di Christian Jacq.
Attualmente è professore di animazione 2D e storyboard all'ESMA di Tolosa.

## Filmografia

### Regista

#### Cinema
- Gandahar con René Laloux (1988)
- I figli della pioggia (2003)
- La regina del Sole (2007)
- Louis a la chance (2012)

#### Televisione
- Le avventure del bosco piccolo (1993-1995)
- L'Île de Noé (1997) - aiuto regista

### Animatore
- Le 12 fatiche di Asterix, regia di René Goscinny e Albert Uderzo (1976)
- La Table tournante, regia di Paul Grimault (1980)
- Le Roi et l'Oiseau, regia di Paul Grimault (1980)